# Fire Emblem (seria)
Fire Emblem (jap. ファイアーエムブレム) – seria taktycznych gier fabularnych, czyli połączenia strategii turowych i RPG, stworzonych przez Intelligent Systems i wydanych przez Nintendo. Część z nich nigdy nie opuściła Japonii, jednak doczekała się fanowskich tłumaczeń. Wszystkie skupiają się na dowodzeniu niewielką grupą bohaterów i walce z przeciwnikami. Gry posiadają system rozwoju postaci.

## Gry z podstawowej seriiFire Emblem
| Tytuł                                             | Data premiery | Platforma | Szczegóły |
| ------------------------------------------------- | --- | --- | --- |
| Fire Emblem: Shadow Dragon and the Blade of Light | Japonia: 20 kwietnia 1990                                                                                                   | - Famicom - Virtual Console: - Wii (20 października 2009) - 3DS (1 sierpnia 2012) - Wii U (4 czerwca 2014)          | W Japonii znana pod nazwą Fire Emblem: Ankoku Ryū to Hikari no Tsurugi. |
| Fire Emblem Gaiden                                | Japonia: 14 marca 1992 | - Famicom - Virtual Console: - Wii (4 listopada 2009) - 3DS (3 kwietnia 2013) - Wii U (20 sierpnia 2014)            | |
| Fire Emblem: Mystery of the Emblem                | Japonia: 21 stycznia 1994                                                                                                   | - Super Famicom - Virtual Console: - Wii (26 grudnia 2006) - Wii U (27 kwietnia 2014) - 3DS (22 czerwca 2016)       | W Japonii znana pod nazwą Fire Emblem: Monshō no Nazo. |
| Fire Emblem: Genealogy of the Holy War            | Japonia: 14 maja 1996 | - Super Famicom - Virtual Console: - Wii (30 stycznia 2007) - Wii U (27 kwietnia 2013) - New 3DS (27 sierpnia 2016) | W Japonii znana pod nazwą Fire Emblem: Seisen no Keifu. |
| Fire Emblem: Thracia 776                          | Japonia: 1 września 1999 | - Super Famicom - Virtual Console: - Wii (15 lipca 2008) - Wii U (10 lipca 2013)                                    | Wersja pierwotnie wydana wymagała rozszerzenia Nintendo Power, wersja samodzielna pojawiła się 21 stycznia 2000. |
| Fire Emblem: The Binding Blade                    | Japonia: 29 marca 2002 | - Game Boy Advance - Virtual Console dla Wii U (2 września 2015)                                                    | W Japonii znana pod nazwą Fire Emblem: Fūin no Tsurugi, Tytuł tłumaczony także jako Fire Emblem: Sword of Seals. |
| Fire Emblem: The Blazing Blade                    | - Japonia: 25 kwietnia 2003 - Ameryka Płn.: 3 listopada 2003 - Australia: 20 lutego 2004 - Region PAL: 15 lipca 2004        | - Game Boy Advance - Virtual Console dla Wii U (14 maja 2014)                                                       | W Japonii znana pod nazwą Fire Emblem: Rekka no Ken. Pierwsza gra z serii dostępna oficjalnie poza krajem macierzystym. Oryginalnie wydana poza Japonią jako Fire Emblem, angielski podtytuł dodano w późniejszych mediach. |
| Fire Emblem: The Sacred Stones                    | - Japonia: 7 października 2004 - Ameryka Płn.: 23 maja 2005 - Australia: 3 listopada 2005 - Region PAL: 4 listopada 2005    | - Game Boy Advance - 3DS (16 grudnia 2011) - Virtual Console dla Wii U (6 sierpnia 2014)                            | 1. W Japonii znana pod nazwą Fire Emblem: Seima no Kōseki, 2. Port dla Nintendo 3DS dostępny tylko w wersji elektronicznej dla osób zakwalifikowanych do programu ambasadorskiego. |
| Fire Emblem: Path of Radiance                     | - Japonia: 20 kwietnia 2005 - Ameryka Płn.: 15 października 2005 - Region PAL: 4 listopada 2005 - Australia: 1 grudnia 2005 | GameCube | W Japonii znana pod nazwą Fire Emblem: Sōen no Kiseki, |
| Fire Emblem: Radiant Dawn                         | - Japonia: 22 lutego 2007 - Ameryka Płn.: 11 listopada 2007 - Region PAL: 14 marca 2008 - Australia: 10 kwietnia 2008       | Wii | W Japonii znana pod nazwą Fire Emblem: Akatsuki no Megami. |
| Fire Emblem Awakening                             | - Japonia: 19 kwietnia 2012 - Ameryka Płn.: 4 lutego 2013 - Region PAL: 19 kwietnia 2013 - Australia: 20 kwietnia 2013      | 3DS | W Japonii znana pod nazwą Fire Emblem Kakusei. |
| Fire Emblem Fates                                 | - Japonia: 25 czerwca 2015 - Ameryka Płn.: 19 lutego 2016 - Region PAL: 20 maja 2016 - Australia: 21 maja 2016              | 3DS | W Japonii znana pod nazwą Fire Emblem if. 1. Dostępna w wersji Birthright oraz Conquest (jap. odpowiednio Byakuya Ōkoku i Anya Ōkoku), 2. Posiadaczom wydania podstawowego udostępniono także DLC Revelation. Daty premier lokalnych: - Japonia: 25 czerwca 2015, - Ameryka Płn.: 19 lutego 2016, - Region PAL: 20 maja 2016, - Australia: 21 maja 2016. 3. Edycja limitowana zawiera wszystkie trzy wersje. |
| Fire Emblem: Three Houses                         | - Japonia: 26 lipca 2019 - Ameryka Płn.: 26 lipca 2019 - Region PAL: 26 lipca 2019 - Australia: 26 lipca 2019               | Nintendo Switch | 1. W Japonii znana pod nazwą Fire Emblem: Wind, Flower, Snow, Moon 2. Współtworzona przez Intelligent Systems oraz Koei Tecmo. |

### Nieukończone gry z serii podstawowej
- Fire Emblem 64 - opracowywana dla konsoli Nintendo 64 z rozszerzeniem 64DD, niemniej jednak nikła sprzedaż tego drugiego spowodowała, że projekt włączono do Fire Emblem: The Binding Blade[29].

## Remake i spin-offy
| Tytuł                                   | Data premiery | Platforma                       | Szczegóły |
| --------------------------------------- | --- | ------------------------------- | --- |
| Fire Emblem: Shadow Dragon              | - Japonia: 7 sierpnia 2008 - Region PAL: 5 grudnia 2008 - Ameryka Płn.: 19 lutego 2009 - Australia: 26 lutego 2009                          | DS                              | Remake Fire Emblem: Shadow Dragon and the Blade of Light.                                                                                         |
| Fire Emblem: New Mystery of the Emblem  | Japonia: 15 lipca 2010 | DS                              | Remake Fire Emblem: Mystery of the Emblem, Wydano dodatek New Arachnea Chronicles zawierający scenariusze z BS Fire Emblem.                       |
| Fire Emblem Echoes: Shadows of Valentia | - Japonia: 20 kwietnia 2017 - Ameryka Płn., region PAL: 19 maja 2017 - Australia: 20 maja 2017                                              | 3DS                             | Remake Fire Emblem Gaiden. |
| BS Fire Emblem                          | Japonia: - Epizod 1 - 28 września 1997 - Epizod 2 - 5 października 1997 - Epizod 3 - 12 października 1997 - Epizod 4 - 19 października 1997 | Satellaview                     | Gra dystrybuowana w formie 4 epizodów dla posiadaczy konsoli Super Famicom z modemem Satellaview.                                                 |
| Tokyo Mirage Sessions #FE               | - Japonia: 26 grudnia 2015 - Ameryka Płn.: 24 czerwca 2016 - Region PAL: 24 czerwca 2016 - Australia: 25 czerwca 2016                       | Wii U Switch (17 stycznia 2020) | Crossover z serią Megami Tensei, Stworzona przez Atlus przy współpracy z Nintendo, Pierwotnie miała nazywać się Shin Megami Tensei x Fire Emblem. |
| Fire Emblem Heroes                      | - 2 lutego 2017 | iOS Android                     | Zawiera postacie ze wszystkich gier serii |
| Fire Emblem Warriors                    | - Japonia: 28 września 2017 - Pozostałe kraje: 20 października 2017                                                                         | Switch New 3DS                  | Crossover z serią Dynasty Warriors Łączy postacie z pięciu gier serii: Shadow Dragon, Gaiden, Blazing Blade, Awakening i Fates                    |